# Li Zhuo
Pour les articles homonymes, voir Li.
Dans ce nom chinois, le nom de famille, Li, précède le nom personnel.
Li Zhuo (chinois : 李卓 ; pinyin : Lǐ Zhuō), née le 4 décembre 1981 à Tieling (Chine), est une ancienne haltérophile chinoise. Elle est médaillée d'argent aux Jeux de 2004.

## Carrière
Lors des Jeux nationaux chinois en 1997, Li Zhuo réalise un nouveau record du monde en -50 kg avec 217 kg.
En 2002, elle bat le record du monde en arraché avec un poids de 90 kg pour remporte la médaille d'or aux Jeux asiatiques de 2002 à Pusan. Aux Jeux olympiques d'été de 2004, Li remporte la médaille d'argent en poids coq avec en soulevant 205 kg. Elle était considérée comme la favorite avant l'épreuve mais est battue par la Turque Nurcan Taylan qui bat le record du monde au passage.

## Palmarès

### Jeux olympiques
- Jeux olympiques d'été de 2004 à Athènes ( Grèce) :
  -  médaille d'argent en poids coq

### Jeux asiatiques
- Jeux asiatiques de 2002 à Pusan ( Corée du Sud) :
  -  médaille d'or en poids coq